# スイサイダル・エンジェルズ
スイサイダル・エンジェルズ (Suicidal Angels)は、ギリシャのスラッシュメタルバンド。
2001年にボーカルとギター担当のニック・メリソーゴスを中心に、アテネで結成された。

## メンバー

### 現ラインナップ
- Nick Melissourgos – ボーカル、リードギター、リズムギター (2001 – )
- Orfeas Tzortzopoulos – ドラムス (2003 – )
- Angel Lelikakis – ベース (2013 – )
- Gus Drax – リードギター (2015 – )

### 旧メンバー
- Christina Gemidopoulou – ベース (2005 – 2006)
- Sotiris Skarpalezos – ベース (2006 – 2009)
- Themis Katsimichas – リードギター、リズムギター (2005 – 2009)
- Panos Spanos – リードギター (2009 – 2012)
- Angelos Kritsotakis – ベース (2009 – 2013)
- Chris Tsitsis – リードギター (2012 – 2015)

## ディスコグラフィ

### オリジナル・アルバム
- Eternal Domination (2007年)
- Sanctify the Darkness (2009年)
- デッド・アゲイン - Dead Again (2010年)
- ブラッドバス - Bloodbath (2012年)
- ディヴァイド・アンド・コンカー - Divide and Conquer (2014年)
- ディヴィジョン・オブ・ブラッド - Division of Blood (2016年)
- イヤーズ・オブ・アグレッション - Years of Aggression (2019年)

### EP盤
- Bloodthirsty Humanity (2005年)
- Armies of Hell (2006年)

### デモ
- United by Hate (2002年)
- Angels' Sacrifice (2003年)
- The Calm Before the Storm (2004年)

### ライブ・アルバム
- Conquering Europe (2016年)